# Episodi di The District (terza stagione)
La terza stagione della serie televisiva The District, composta da 22 episodi, è stata trasmessa negli Stati Uniti sul canale CBS dal 28 settembre 2002 al 17 maggio 2003.
In Italia è stata trasmessa su Rai 2 nel 2007.
| nº | Titolo originale    | Titolo italiano               | Prima TV USA      | Prima TV Italia |
| -- | ------------------- | ----------------------------- | ----------------- | --------------- |
| 1  | Resurrection        | Resurrezione                  | 28 settembre 2002 | 2007            |
| 2  | Oil and Water       | La guerra del petrolio        | 5 ottobre 2002    |                 |
| 3  | Explicit Activities | Patto tra gentiluomini        | 12 ottobre 2002   |                 |
| 4  | Drug Money          | Il prezzo della sopravvivenza | 19 ottobre 2002   |                 |
| 5  | Faith               | Fede                          | 26 ottobre 2002   |                 |
| 6  | Old Wounds          | Una vecchia ferita            | 2 novembre 2002   |                 |
| 7  | The Second Man      | Il secondo uomo               | 9 novembre 2002   |                 |
| 8  | Free-Fire Zone      | Zona di fuoco                 | 16 novembre 2002  |                 |
| 9  | Return of the King  | Il ritorno del re             | 23 novembre 2002  |                 |
| 10 | Small Packages      | Piccoli doni                  | 14 dicembre 2002  |                 |
| 11 | Goodbye, Jenny      | Addio, Jenny                  | 18 gennaio 2003   |                 |
| 12 | Untouchable         | Delitto perfetto              | 25 gennaio 2003   |                 |
| 13 | Sacrifices          | Bioterrorismo                 | 1º febbraio 2003  |                 |
| 14 | Blindsided          | Una proposta inaccettabile    | 8 febbraio 2003   |                 |
| 15 | Back in the Saddle  | Piramide del crimine          | 15 febbraio 2003  |                 |
| 16 | Last Waltz          | L’ultimo valzer               | 22 febbraio 2003  |                 |
| 17 | Where There's Smoke | Misure estreme                | 15 marzo 2003     |                 |
| 18 | Bloodlines          | Cattivi maestri               | 12 aprile 2003    |                 |
| 19 | Criminally Insane   | Sotto accusa                  | 26 aprile 2003    |                 |
| 20 | Rage                | Rabbia                        | 3 maggio 2003     |                 |
| 21 | Ella Mae            | Fine di un’epoca              | 10 maggio 2003    |                 |
| 22 | Into the Sunset     | Sospensione                   | 17 maggio 2003    | 2007            |